# Saison 1 d'Interpol
Chronologie
Saison 2
Cet article présente le guide des épisodes de la première saison de la série télévisée Interpol.

## Distribution
- Corinne Touzet : Louise Verneuil
- Mark Grosy : Antoine Kieffer
- Thomas Cerisola : Marciano
- Mar Sodupe : Gabriela Roman
- Junior Rondinaud : Eric Joly
- Richard Sammel : Schwartz

## Épisodes

### Épisode 1:Pilote
- France : 20 mai 2010 sur TF1
- Belgique : 21 mai 2011 sur La Une
- Suisse : 11 mai 2010 sur TSR2

- France : 6,5 millions de téléspectateurs (première diffusion)

### Épisode 2:Double jeu
- France : 16 juin 2011 sur TF1
- Belgique : 4 juin 2011 sur La Une
- Suisse : 3 juin 2011 sur TSR2

- France : 5,5 millions de téléspectateurs (première diffusion)

### Épisode 3:La vie devant soi
- France : 16 juin 2011 sur TF1
- Belgique : 28 mai 2011 sur La Une
- Suisse : 27 mai 2011 sur TSR2

- France : 5,1 millions de téléspectateurs (première diffusion)

### Épisode 4:Nuit polaire
- France : 16 juin 2011 sur TF1
- Belgique : 28 mai 2011 sur La Une
- Suisse : 27 mai 2011 sur TSR2

- France : 4,0 millions de téléspectateurs (première diffusion)

- Coline d'Inca (Stella)

### Épisode 5:La tête haute
- France : 23 juin 2011 sur TF1
- Belgique : 11 juin 2011 sur La Une
- Suisse : 10 juin 2011 sur TSR2

- France : 5,5 millions de téléspectateurs (première diffusion)

### Épisode 6:Samia
- France : 23 juin 2011 sur TF1
- Belgique : 4 juin 2011 sur La Une
- Suisse : 3 juin 2011 sur TSR2

- France : 4,9 millions de téléspectateurs (première diffusion)

### Épisode 7:Au pied du mur
- France : 23 juin 2011 sur TF1
- Belgique : 11 juin 2011 sur La Une
- Suisse : 10 juin 2011 sur TSR2

- France : 3,67 millions de téléspectateurs (première diffusion)